# Mimosybra mediomaculata
Mimosybra mediomaculata es una especie de escarabajo del género Mimosybra, familia Cerambycidae. Fue descrita científicamente por Breuning en 1939.
Se distribuye por Indonesia y Malasia. Posee una longitud corporal de 11,6-13 milímetros. El período de vuelo de esta especie ocurre en los meses de abril, mayo, junio, julio, agosto, octubre y diciembre.